# Mohács
Mohács (en croata i bunjevac Mohač, serbi Мохач, alemany Mohatsch, turc Mihaç abans Mihač, també Mohaç o Mohač) és una ciutat d'Hongria situada a la riba dreta del Danubi, al comtat de Baranya. La població el 2009 era de 19.129 habitants.
És famós el carnaval de Busójárás que se celebra cada primavera.

## Història

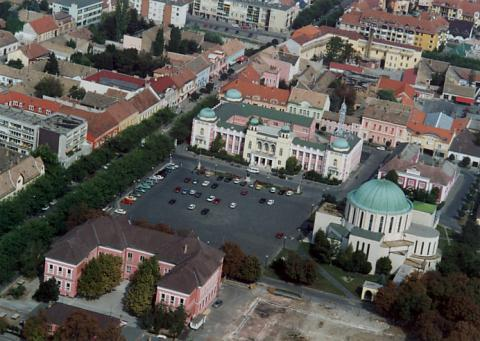
Foto aèria de Mohács.

En el període romà hi va haver un campament a la riba del Danubi proper a Mohács. Dins del regne hongarès va formar part de l'històric comtat de Baranya; conquerit el país pels otomans fou capçalera del sandjak de Mohács. Als voltants d'aquesta ciutat van tenir lloc dues batalles que van marcar l'inici i el final de la dominació otomana a Hongria, la primera el 1526 i la segona el 1687. Quan fou recuperada pels habsburg va ser reintegrada al comtat de Baranya.
Vegeu: Batalla de Mohács (1526), batalla de Mohács (1687) i Sandjak de Mohács
El 1910 el districte tenia 56.909 habitants dels quals 21.951 parlaven alemany, 20.699 hongarès, 4.312 serbi i 421 croata, i hi havia 9.600 a la llista de "altres" (segurament Bunjevac i Šokac).

## Personatges il·lustres
- Zoltán Ribli, (n. 1951), Gran Mestre d'escacs.
- Ferenc Pfaff, arquitecte hongarès dissenador de les estacions de Bratislava, Miskolc (Gömöri i Tiszai), Pécs, Győr, Košice, Satu Mare, Szeged, Vršac, Carei, Zagreb, Debrecen, i altres.
- Endre Rozsda, pintor franco-hongarès
- Ödön Szendrő, líder local de la revolta de 1956

## Fotos

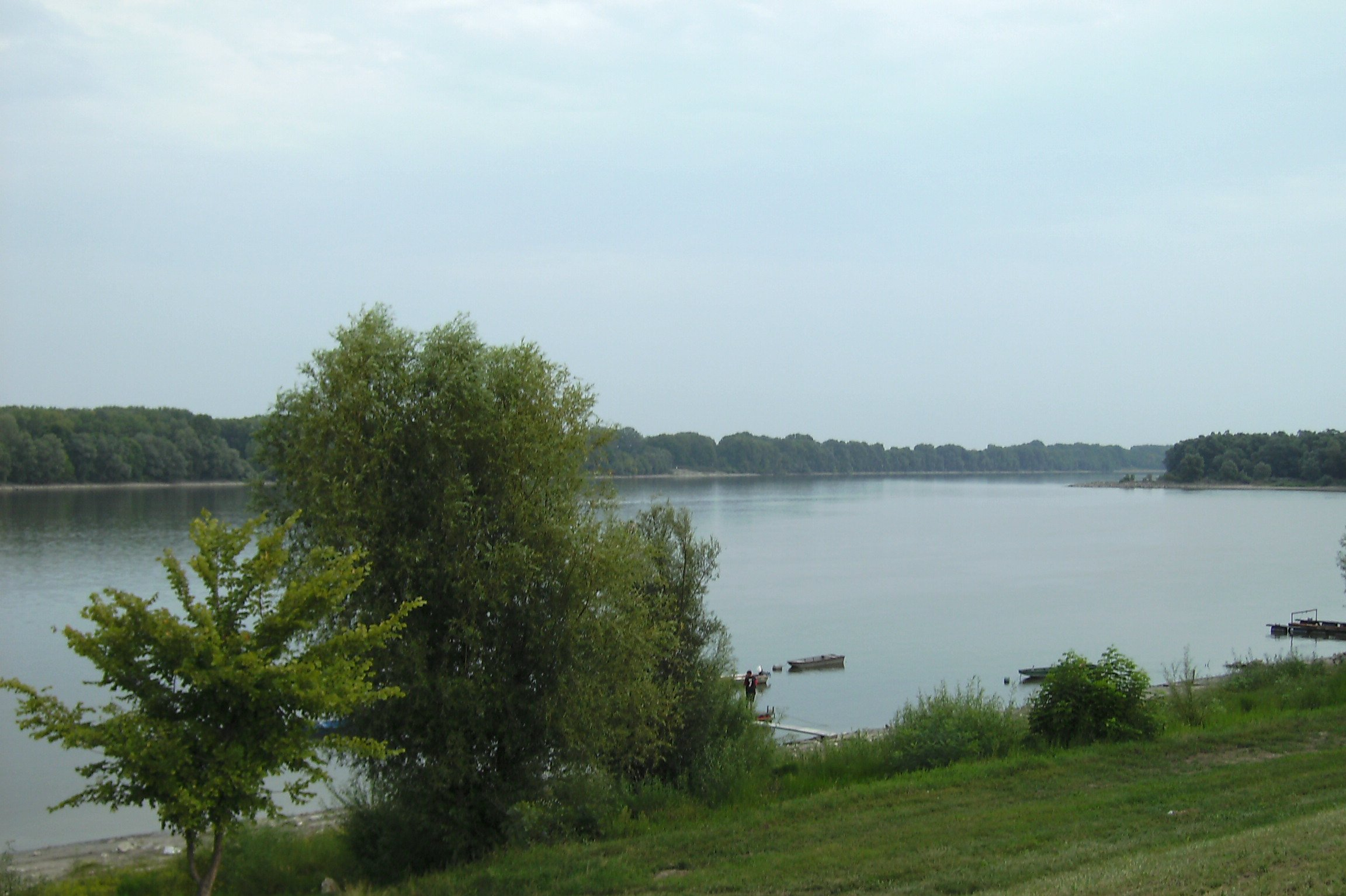
Danubi a Mohács
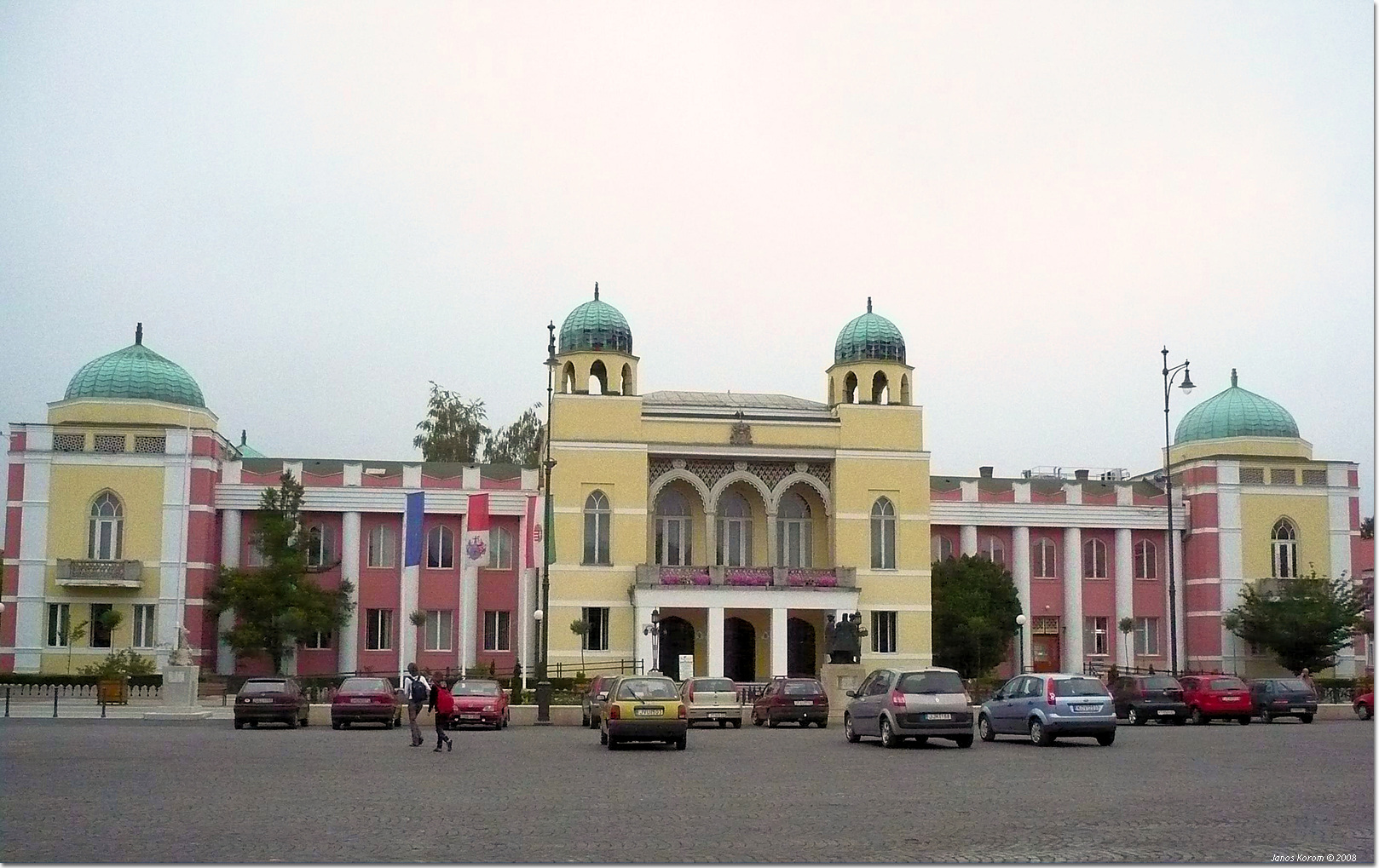
Ajuntament
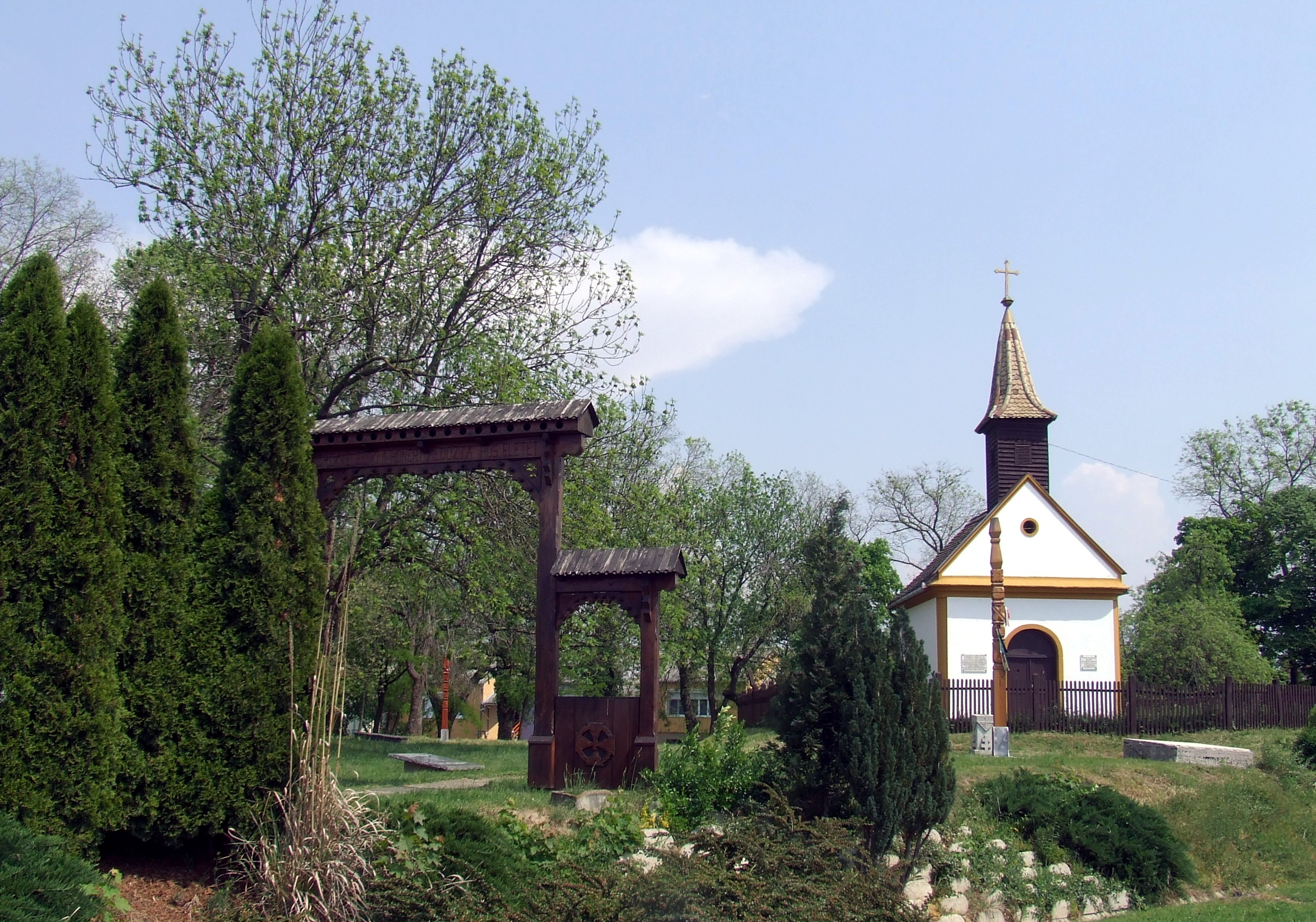
Parc dels Records
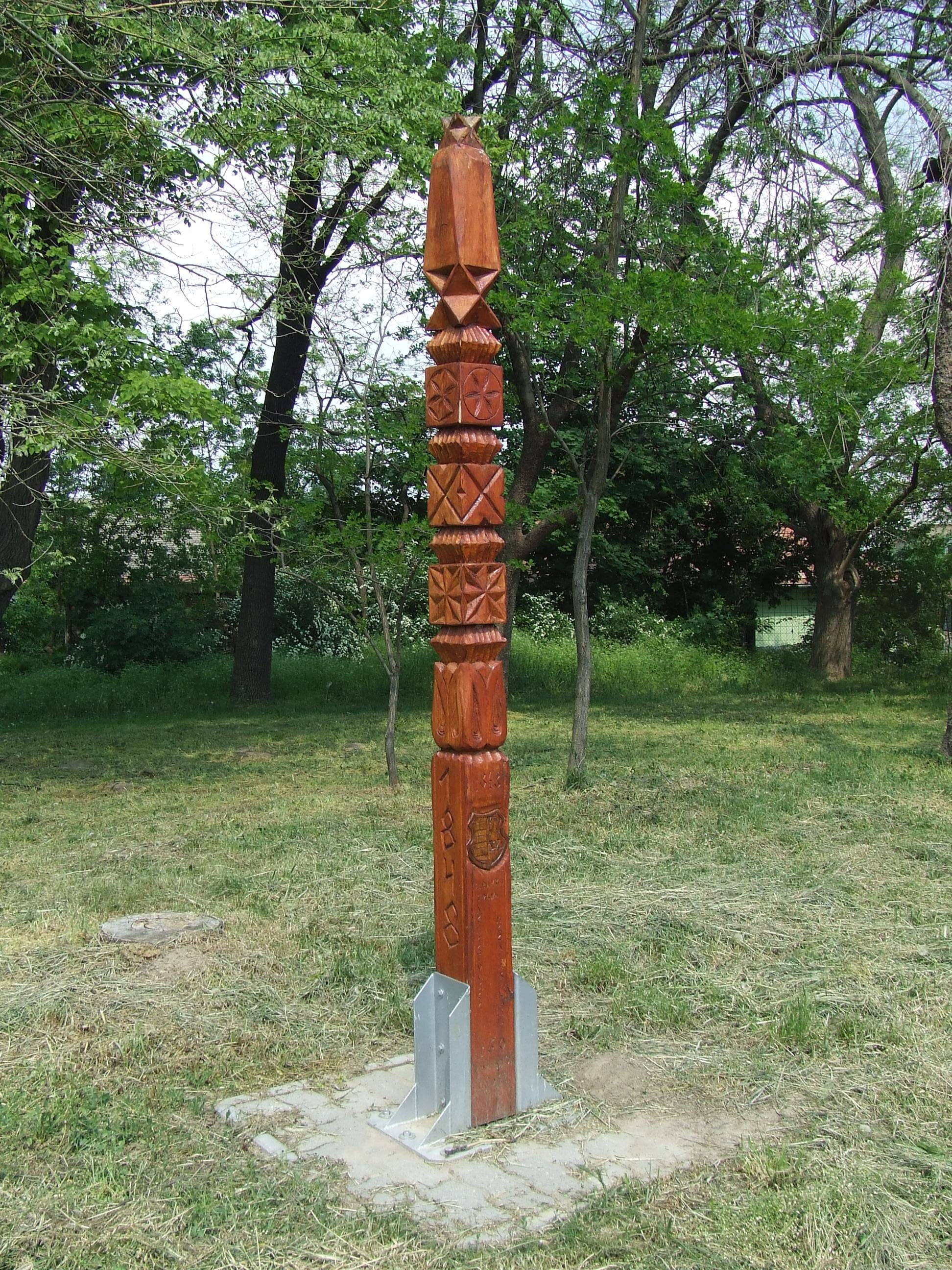
Parc dels Records
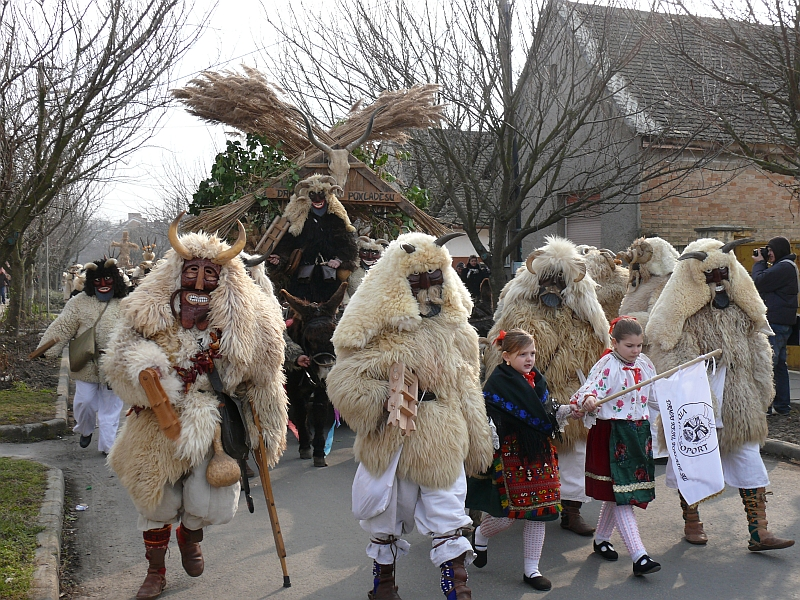
Carnaval de Busójárás
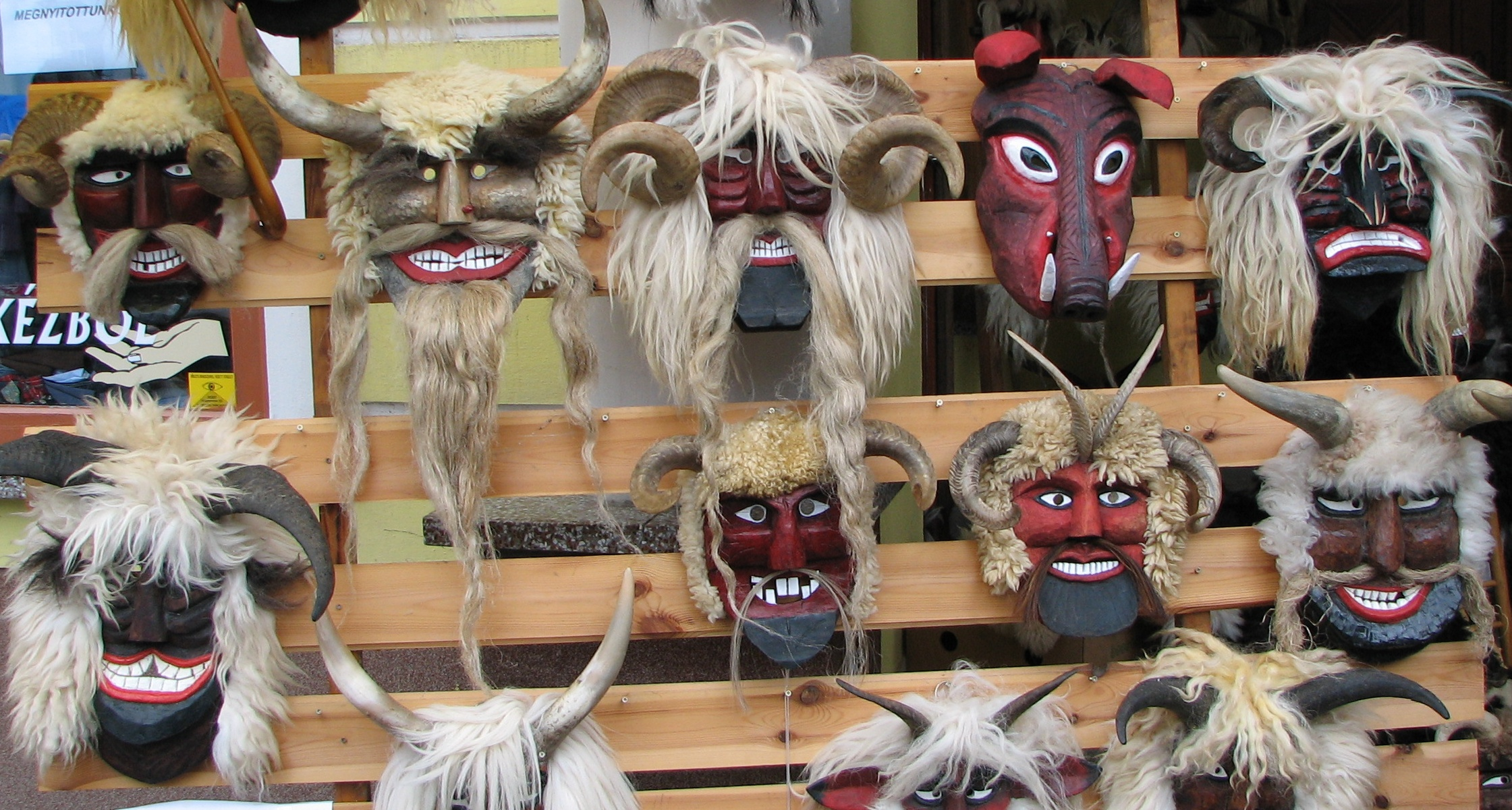
Mascares
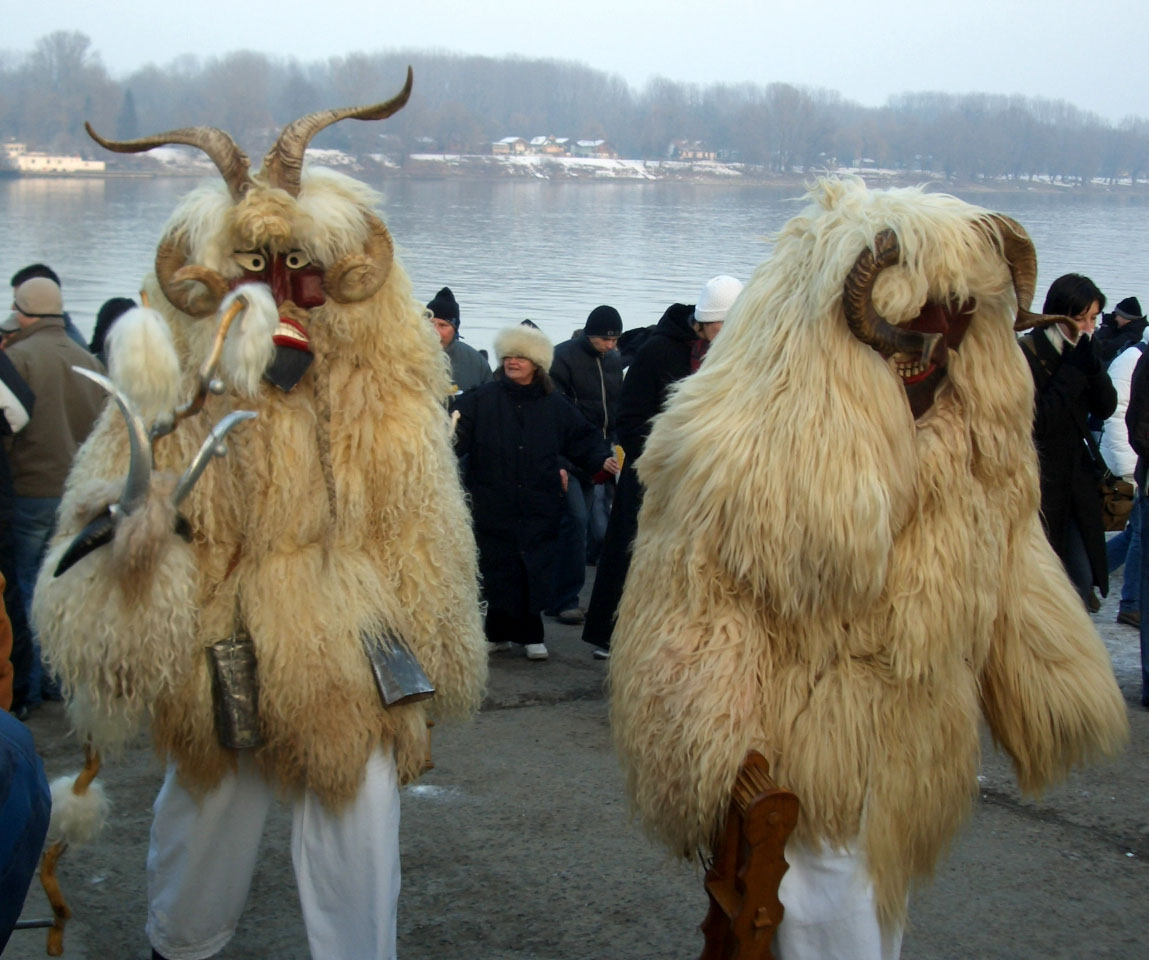
Carnaval
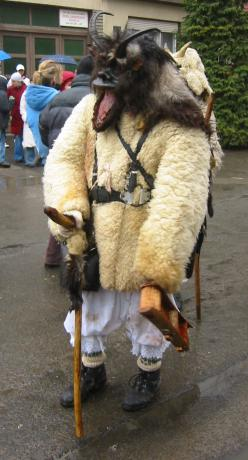
Carnaval